# Фердинанд Козовський
Фердинанд Козовський (болг. Фердинанд Козовски); нар. 27 січня 1892, Кнежа, Болгарське князівство — пом. 12 вересня 1965, Софія) — представник колабораційного уряду Болгарії, комуніст, голова комуністичних Народних Зборів.

## Біографія
Закінчив школу офіцерів запасу. Член Болгарської робочої соціал-демократичної партії (1911). Брав участь у Першій балканській війні та Першій світовій війні.
Був одним з лідерів Вересневого повстання (1923). Брав участь в Громадянській війні в Іспанії (1936—1939).
В кінці вересня 1944 його підвищено до звання генерал-майора і був призначений помічником головнокомандуючого болгарської армії — командувачем помічниками командирів армії. На початку грудня 1944 після перевороту 9 вересня 1944 був призначений начальником Генерального політичного відділу Болгарської армії в ранзі заступника міністра оборони.
Входив до складу Народного суду, за рішенням якого було засуджено представників політичної і військової еліти старого режиму — регенти, міністри, депутати, керівники антикомуністичних організацій. На наступний день після приведення в виконання смертних вироків жителі Софії помітили, що Козовський з'явився на публіці в чоботях князя Преславського Кирила, брата царя Бориса III.
Незабаром був переведений на дипломатичну роботу: 1948-1949 — посол в Угорщині, 1949-1950 — посол в КНР.
У 1950-1965 — голова Народних Зборів Народної Республіки Болгарія.